# چوکیو

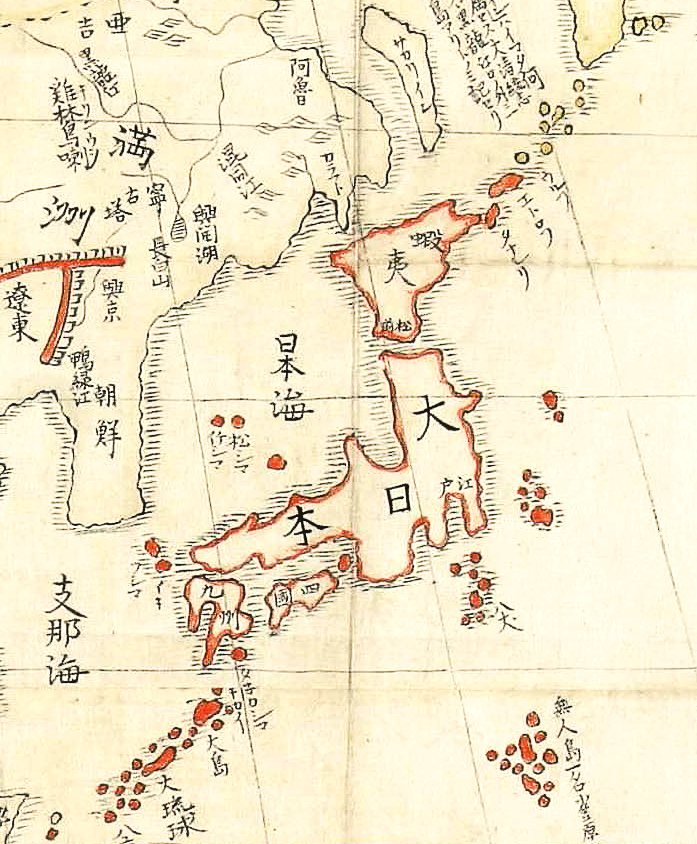
تصویر چوکیو

چوکیو (به ژاپنی: 長久 Chōkyū)؛ نام یک عصر تاریخی ژاپنی (نِنگُو) بود. این عصر بعد از  چوریاکو و قبل از کانتوکو قرار داشت و از نوامبر ۱۰۴۰ تا نوامبر ۱۰۴۴ میلادی به طول انجامید. در طی این عصر امپراتور گو-سوزاکو امپراتور ژاپن بودند.